# Santo Antônio de Leverger
Santo Antônio de Leverger é um município brasileiro do estado de Mato Grosso, na Região Centro-Oeste do país. Inserido na Região Metropolitana do Vale do Rio Cuiabá, sua população foi estimada em 16 795 habitantes em 2024.
Conhecida internacionalmente como a cidade natal de Marechal Cândido Rondon, o município sedia no distrito de Mimoso o Memorial Rondon, que conta a história da vida do militar e se encontra fechado para revitalização.
O município é considerado uma cidade-dormitório de Cuiabá, pois seus moradores trabalham na capital. Sua população é em sua maioria católica (porém com crescimento vertiginoso dos evangélicos) e uma das bases de sua economia é a pesca e da agricultura de subsistência.

## História
O atual município de Santo Antônio de Leverger foi criado inicialmente como um distrito pertencente a Cuiabá pela lei provincial nº 11, de 26 de agosto de 1835, com a denominação de Santo Antônio do Rio Abaixo. Foi desmembrado pela lei estadual nº 22, de 4 de julho de 1890, ao receber a categoria de vila, instalando-se a 13 de junho de 1900. Pela lei estadual nº 1.023, de 2 de setembro de 1929, foi elevado à categoria de cidade. Mediante a lei estadual nº 208, de 26 de outubro de 1938, o município teve a denominação alterada para simplesmente Santo Antônio e, mais tarde, Leverger. Pela lei estadual nº 132, de 30 de setembro de 1948, recebeu o nome de Santo Antônio de Leverger, o qual prevalece atualmente.
Na década de 1930, houve a criação dos distritos de Melgaço (mais tarde Chacororé e, posteriormente, Barão de
Melgaço) e Santo Antônio da Barra (mais tarde Joselândia), que foram desmembrados para a criação do município de Barão de Melgaço pela lei nº 690, de 12 de dezembro de 1953. Atualmente, Santo Antônio de Leverger constitui-se dos distritos de Caité (criado pela lei estadual nº 2.096, de 20 de dezembro de 1963), Engenho Velho (lei estadual nº 1.122, de 17 de outubro de 1958), Mimoso (lei estadual nº 1.178, de 17 de dezembro de 1958) e Varginha (lei estadual nº 4.200, de 16 de junho de 1980), além da sede.

## Geografia
De acordo com a divisão regional vigente desde 2017, instituída pelo IBGE, o município pertence às Regiões Geográficas Intermediária e Imediata de Cuiabá. Até então, com a vigência das divisões em microrregiões e mesorregiões, fazia parte da microrregião de Cuiabá, que por sua vez estava incluída na mesorregião do Centro-Sul Mato-Grossense.

### Clima
Segundo dados do Instituto Nacional de Meteorologia (INMET), referentes ao período de 1987 a 1995 e a partir de 1998, a menor temperatura registrada em Santo Antônio de Leverger (na estação meteorológica de Padre Ricardo Remetter, próxima à cidade, localizada na Fazenda Experimental da Universidade Federal de Mato Grosso - UFMT) foi de 6 °C em 26 de junho de 1994 e a maior atingiu 43,2 °C em 2020, nos dias 30 de setembro e 5 de outubro. O maior acumulado de precipitação em 24 horas foi de 170,4 milímetros (mm) em 7 de fevereiro de 1995.
Em outra estação meteorológica convencional do mesmo instituto no município, que operou no distrito de São Vicente da Serra (no câmpus do Instituto Federal de Mato Grosso - IFMT) de 1998 a 2025 (até 27 de fevereiro), a menor temperatura registrada foi de 2,7 °C em 15 de agosto de 1999 e a maior chegou a 39,7 °C em setembro de 2017, nos dias 20 e 21. Em 24 horas o maior acumulado de precipitação foi registrado em 13 de janeiro de 2011, atingindo 193,6 mm.
| Dados climatológicos para Santo Antônio de Leverger (Padre Ricardo Remetter)                                             | Dados climatológicos para Santo Antônio de Leverger (Padre Ricardo Remetter) | Dados climatológicos para Santo Antônio de Leverger (Padre Ricardo Remetter) | Dados climatológicos para Santo Antônio de Leverger (Padre Ricardo Remetter) | Dados climatológicos para Santo Antônio de Leverger (Padre Ricardo Remetter) | Dados climatológicos para Santo Antônio de Leverger (Padre Ricardo Remetter) | Dados climatológicos para Santo Antônio de Leverger (Padre Ricardo Remetter) | Dados climatológicos para Santo Antônio de Leverger (Padre Ricardo Remetter) | Dados climatológicos para Santo Antônio de Leverger (Padre Ricardo Remetter) | Dados climatológicos para Santo Antônio de Leverger (Padre Ricardo Remetter) | Dados climatológicos para Santo Antônio de Leverger (Padre Ricardo Remetter) | Dados climatológicos para Santo Antônio de Leverger (Padre Ricardo Remetter) | Dados climatológicos para Santo Antônio de Leverger (Padre Ricardo Remetter) | Dados climatológicos para Santo Antônio de Leverger (Padre Ricardo Remetter) |
| Mês | Jan                                                                          | Fev                                                                          | Mar                                                                          | Abr                                                                          | Mai                                                                          | Jun                                                                          | Jul                                                                          | Ago                                                                          | Set                                                                          | Out                                                                          | Nov                                                                          | Dez                                                                          | Ano                                                                          |
| --- | ---------------------------------------------------------------------------- | ---------------------------------------------------------------------------- | ---------------------------------------------------------------------------- | ---------------------------------------------------------------------------- | ---------------------------------------------------------------------------- | ---------------------------------------------------------------------------- | ---------------------------------------------------------------------------- | ---------------------------------------------------------------------------- | ---------------------------------------------------------------------------- | ---------------------------------------------------------------------------- | ---------------------------------------------------------------------------- | ---------------------------------------------------------------------------- | ---------------------------------------------------------------------------- |
| Temperatura máxima recorde (°C)                                                                                          | 38,2                                                                         | 37,5                                                                         | 37,5                                                                         | 37,4                                                                         | 36,5                                                                         | 37,5                                                                         | 38,9                                                                         | 41                                                                           | 43,2                                                                         | 43,2                                                                         | 41,2                                                                         | 39,4                                                                         | 43,2                                                                         |
| Temperatura máxima média (°C)                                                                                            | 32,8                                                                         | 32,6                                                                         | 33                                                                           | 32,8                                                                         | 31,2                                                                         | 31,4                                                                         | 32                                                                           | 34,7                                                                         | 35,5                                                                         | 35,1                                                                         | 33,8                                                                         | 33,3                                                                         | 33,2                                                                         |
| Temperatura média compensada (°C)                                                                                        | 27                                                                           | 26,8                                                                         | 26,9                                                                         | 26,3                                                                         | 24,2                                                                         | 23                                                                           | 22,4                                                                         | 24,8                                                                         | 27,1                                                                         | 27,9                                                                         | 27,5                                                                         | 27,3                                                                         | 25,9                                                                         |
| Temperatura mínima média (°C)                                                                                            | 23,5                                                                         | 23,4                                                                         | 23,4                                                                         | 22,4                                                                         | 19,5                                                                         | 17,4                                                                         | 15,9                                                                         | 17,6                                                                         | 20,9                                                                         | 23                                                                           | 23,2                                                                         | 23,5                                                                         | 21,1                                                                         |
| Temperatura mínima recorde (°C)                                                                                          | 17,7                                                                         | 18,7                                                                         | 14                                                                           | 12,7                                                                         | 6,9                                                                          | 6                                                                            | 6,4                                                                          | 7,4                                                                          | 11,1                                                                         | 11,8                                                                         | 14,4                                                                         | 14,5                                                                         | 6                                                                            |
| Precipitação (mm) | 234,6                                                                        | 212,5                                                                        | 197,6                                                                        | 101                                                                          | 39,6                                                                         | 18,8                                                                         | 11,3                                                                         | 14,1                                                                         | 44,1                                                                         | 103                                                                          | 165,6                                                                        | 207,2                                                                        | 1 349,4                                                                      |
| Umidade relativa compensada (%)                                                                                          | 82,1                                                                         | 83,4                                                                         | 83,3                                                                         | 82,3                                                                         | 81                                                                           | 77,5                                                                         | 71,1                                                                         | 61,3                                                                         | 61,5                                                                         | 69,5                                                                         | 75,6                                                                         | 79,5                                                                         | 75,7                                                                         |
| Insolação (h) | 177,2                                                                        | 163                                                                          | 194,7                                                                        | 216,2                                                                        | 223,8                                                                        | 228,5                                                                        | 254,8                                                                        | 255,5                                                                        | 206,3                                                                        | 201,1                                                                        | 200,9                                                                        | 189,9                                                                        | 2 511,9                                                                      |
| Fonte: INMET (normal climatológica de 1991-2020; recordes de temperatura: 01/01/1987 a 18/04/1995 e 01/01/1998-presente) |                                                                              |                                                                              |                                                                              |                                                                              |                                                                              |                                                                              |                                                                              |                                                                              |                                                                              |                                                                              |                                                                              |                                                                              |                                                                              |

| Dados climatológicos para Santo Antônio de Leverger (São Vicente) | Dados climatológicos para Santo Antônio de Leverger (São Vicente) | Dados climatológicos para Santo Antônio de Leverger (São Vicente) | Dados climatológicos para Santo Antônio de Leverger (São Vicente) | Dados climatológicos para Santo Antônio de Leverger (São Vicente) | Dados climatológicos para Santo Antônio de Leverger (São Vicente) | Dados climatológicos para Santo Antônio de Leverger (São Vicente) | Dados climatológicos para Santo Antônio de Leverger (São Vicente) | Dados climatológicos para Santo Antônio de Leverger (São Vicente) | Dados climatológicos para Santo Antônio de Leverger (São Vicente) | Dados climatológicos para Santo Antônio de Leverger (São Vicente) | Dados climatológicos para Santo Antônio de Leverger (São Vicente) | Dados climatológicos para Santo Antônio de Leverger (São Vicente) | Dados climatológicos para Santo Antônio de Leverger (São Vicente) |
| Mês                                                               | Jan                                                               | Fev                                                               | Mar                                                               | Abr                                                               | Mai                                                               | Jun                                                               | Jul                                                               | Ago                                                               | Set                                                               | Out                                                               | Nov                                                               | Dez                                                               | Ano                                                               |
| ----------------------------------------------------------------- | ----------------------------------------------------------------- | ----------------------------------------------------------------- | ----------------------------------------------------------------- | ----------------------------------------------------------------- | ----------------------------------------------------------------- | ----------------------------------------------------------------- | ----------------------------------------------------------------- | ----------------------------------------------------------------- | ----------------------------------------------------------------- | ----------------------------------------------------------------- | ----------------------------------------------------------------- | ----------------------------------------------------------------- | ----------------------------------------------------------------- |
| Temperatura máxima recorde (°C)                                   | 37,8                                                              | 36                                                                | 35,2                                                              | 34                                                                | 34                                                                | 35                                                                | 38                                                                | 38,2                                                              | 39,7                                                              | 38,1                                                              | 36,4                                                              | 36                                                                | 39,7                                                              |
| Temperatura mínima recorde (°C)                                   | 17                                                                | 16,7                                                              | 13                                                                | 8,7                                                               | 4,7                                                               | 5,3                                                               | 4,9                                                               | 2,7                                                               | 8,1                                                               | 11,7                                                              | 11,5                                                              | 11,4                                                              | 2,7                                                               |
| Fonte: INMET (recordes de temperatura: 01/01/1998-27/02/2025)     |                                                                   |                                                                   |                                                                   |                                                                   |                                                                   |                                                                   |                                                                   |                                                                   |                                                                   |                                                                   |                                                                   |                                                                   |                                                                   |